# Бисак
Бисак (фр. Bussac) насеље је и општина у југозападној Француској у региону Аквитанија, у департману Дордоња која припада префектури Периже.
По подацима из 2011. године у општини је живело 368 становника, а густина насељености је износила 21,85 становника/km². Општина се простире на површини од 16,84 km². Налази се на средњој надморској висини од 167 метара (максималној 218 m, а минималној 101 m).

## Демографија
| 1962. | 1968. | 1975. | 1982. | 1990. | 1999. | 2011. |
| ----- | ----- | ----- | ----- | ----- | ----- | ----- |
| 138   | 210   | 197   | 200   | 267   | 322   | 368   |

График промене броја становника у току последњих година